# Robert Stuart (explorador)
Robert Stuart (19 de febrero de 1785 – 28 de octubre de 1848), fue un cazador, trampero, comerciante de pieles, pionero, autor y explorador de las Montañas Rocosas y de la Costa Oeste de Estados Unidos, recordado por haber descubierto el Paso Sur, un paso muy amplio y fácil sobre la divisoria continental que será muy utilizada en las décadas de 1840 a 1860 por los pioneros para establecerse en el Noroeste de los actuales Estados Unidos.

## Biografía
Hijo de Charles Stuart, fue socio de John Jacob Astor y uno de los hombres de la Compañía del Noroeste (North West Company), o Nor'westers, alistado de Astor para ayudarlo a encontró su deseado imperio de pieles. El joven Robert tenía 25 años cuando se embarcó a bordo del Tonquin en su viaje de casi un año rodeando América del Sur. Primero hicieron escala en las islas Malvinas y fue él quien puso la pistola en la cabeza del capitán de la nave, Jonathan Thorn, cuando trató de partir de las Malvinas sin David, el tío de Stuart, otro de los socios Nor'Wester de Astor en la Pacific Fur Company. Desde las Malvinas navegaron alrededor del cabo de Hornos y remontaron la costa de América del Sur y América del Norte hasta la boca del recién descubierto río Columbia. El Tonquin cruzó la traicionera barra del Columbia y remontó el río transportando suministros y comerciantes para establecer Fort Astoria en el río Columbia en 1811, en el actual estado de Oregón.
Después de dejar los suministros y los comerciantes en el puesto de avanzada de nueva creación en el Columbia, el barco y la tripulación viajaron al norte hasta el Nootka Sound. Aquí, frente a la isla de Vancouver en un lugar llamado punta Woody, en el Clayoquot Sound, el Tonquin se dedicó al comercio de pieles en junio de 1811 con algunos de los nativos americanos. Mientras comerciaba con los nativos, el capitán Thorn arrojó algunas pieles de nutria a un jefe local que estaba a bordo del barco comerciando.  El "insulto" enfureció al jefe indio que atacaron la nave que fue volada, matando a los pocos sobrevivientes y a muchos atacantes indios.
Tras la explosión del Tonquin los comerciantes no tenían forma de comunicarse con Astor para solicitar una nueva nave, suministros, tramperos, comerciantes, etc. Robert Stuart acompañó una expedición por tierra de siete hombres que llevaban la noticia de la catástrofe del Tonquin desde Fort Astoria hasta St. Louis en 1812-1813. Esta expedición descubrió el South Pass, el paso más fácil a través de la divisoria continental de América. En 1812, Robert Stuart y seis compañeros de la Pacific Fur Company (los astorianos) cruzó afortunadamente las Montañas Rocosas en este punto al tratar de evitar los indios más al norte, a su regreso hasta Saint Louis (Misuri) desde Astoria.
En 1856 Ramsay Crooks, uno de los miembros de la partida, escribió una carta describiendo su viaje:

En 1811, la partida terrestre de la expedición de Mr. Astor [desde St. Louis hasta Fort Astoria], bajo el mando del señor Wilson P. Hunt, de Trenton, Nueva Jersey, aunque la numeración sesenta hombres bien armados, encontró a los indios muy molestos en el país del río Yellowstone, que la partido de siete personas que dejaron Astoria hacia el final de junio de 1812, por considerando peligroso pasar de nuevo por la ruta de 1811, se volvió hacia el sureste, tan pronto como habían cruzado la cadena principal de las montañas Rocosas, y, después de varios días de viaje, llegó a través del celebrado 'South Pass' en el mes de noviembre de 1812.
Siguiendo desde allí un curso oriental, cayeron sobre el río Platte del Misuri, donde pasaron el invierno y llegaron a San Luis en abril de 1813.
In 1811, the overland party of Mr. Astor's expedition [from St. Louis to Fort Astoria], under the command of Mr. Wilson P. Hunt, of Trenton, New Jersey, although numbering sixty well armed men, found the Indians so very troublesome in the country of the Yellowstone River, that the party of seven persons who left Astoria toward the end of June, 1812, considering it dangerous to pass again by the route of 1811, turned toward the southeast as soon as they had crossed the main chain of the Rocky Mountains, and, after several days' journey, came through the celebrated 'South Pass' in the month of November, 1812.
Pursuing from thence an easterly course, they fell upon the River Platte of the Missouri, where they passed the winter and reached St. Louis in April, 1813
Ramsay Crooks

Robert Stuart está acreditado como un explorador que fue uno de los que efectivamente abrió la ruta de Oregón desde el río Columbia hasta el río Misuri. Su diario es un relato detallado de su viaje de invierno desde Fort Astoria, en lo que hoy es Oregon en 1812, hasta St. Louis en, 1813. La obra Astoria de Washington Irving se dice que está basado en este diario. A pesar del meticulosa diario de Stuart del viaje, que presentó a Astor y al presidente James Madison, y que fue publicado en Francia, la localización del South Pass no fue ampliamente conocida o usado. Se desconoce cuán extendido se distribuyó su diario. Después de la Guerra de 1812 (1812-1815), la británica Compañía de la Bahía de Hudson trató con diligencia y con bastante éxito desalentar a los tramperos estadounidenses viajar a la región de los futuros estados de Utah, Wyoming, Idaho, Montana, Washington, Oregón, etc. Los británicos de la Compañía de la Bahía de Hudson establecieron su propia ruta, la York Factory Express, hasta el territorio de Oregón. Esta ruta se desarrolló a partir de la ruta que seguía una brigada exprés anteriormente utilizada por la Compañía del Noroeste entre Fort Astoria y York Factory en la bahía de Hudson. En 1824, los tramperos estadounidenses Jedediah Smith y Thomas Fitzpatrick redescubrieron la ruta South Pass a través de las Rocosas.
La Guerra de 1812 fue la causa de que Astor vendiera el nuevo Fort Astoria a los británicos en 1813. Después de la guerra Stuart continuó al servicio de Astor como jefe del Departamento del Norte de la American Fur Company, con sede en la isla Mackinac, Míchigan.
Robert Stuart también fue Tesorero del Estado de Míchigan, de 1840 a 1841. Murió el 28 de octubre de 1848, y está enterrado en el histórico cementerio de Elmwood, Detroit, Míchigan.[cita requerida]

## Reconocimientos
La Robert Stuart House es uno de los catorce edificios históricos en Fort Mackinac. El edificio ha sido convertido en un museo de la industria comercial de la piel, cubriendo el período de tiempo iniciado por los comerciantes franceses, los hombres de negocios ingleses y los nativos americanos (buckskins).
La Robert Stuart Middle School en Twin Falls, Idaho, honra la memoria del explorador.